# Endless Wire
Albums de The Who
The 1st Singles Box
(2004) Live from Toronto
(2006)
Endless Wire est le onzième album studio des Who sorti en 2006, et leur premier depuis It's Hard en 1982, soit 24 ans plus tard. Le groupe ne se compose plus que du chanteur Roger Daltrey et du guitariste Pete Townshend, le bassiste John Entwistle et le batteur Keith Moon étant morts.
La deuxième moitié de l'album constitue un mini-opéra-rock intitulé Wire and Glass.

## Fiche technique

### Titres
Toutes les chansons sont écrites et composées par Pete Townshend, sauf indication contraire.
| No | Titre                       | Auteur                             | Durée |
| -- | --------------------------- | ---------------------------------- | ----- |
| 1. | Fragments                   | Pete Townshend, Lawrence Ball (en) | 3:58  |
| 2. | A Man in a Purple Dress     |                                    | 4:14  |
| 3. | Mike Post Theme             |                                    | 4:28  |
| 4. | In the Ether                |                                    | 3:35  |
| 5. | Black Widow's Eyes          |                                    | 3:07  |
| 6. | Two Thousand Years          |                                    | 2:50  |
| 7. | God Speaks of Marty Robbins |                                    | 3:26  |
| 8. | It's Not Enough             | Pete Townshend, Rachel Fuller (en) | 4:02  |
| 9. | You Stand By Me             |                                    | 1:36  |

| 10. | Sound Round                  |                               | 1:21 |
| 11. | Pick Up the Peace            |                               | 1:28 |
| 12. | Unholy Trinity               |                               | 2:07 |
| 13. | Trilby's Piano               |                               | 2:04 |
| 14. | Endless Wire                 |                               | 1:51 |
| 15. | Fragments of Fragments       | Pete Townshend, Lawrence Ball | 2:23 |
| 16. | We Got a Hit                 |                               | 1:18 |
| 17. | They Made My Dream Come True |                               | 1:13 |
| 18. | Mirror Door                  |                               | 4:14 |
| 19. | Tea & Theatre                |                               | 3:24 |

Certaines éditions présentent deux titres bonus :
| 20. | We Got a Hit (version longue) | 3:03 |
| 21. | Endless Wire (version longue) | 3:03 |

L'édition de luxe de l'album parue en Europe inclut un CD bonus enregistré lors du concert donné par les Who le 17 juillet 2006 au théâtre antique de Vienne.
| 1. | The Seeker                            | 2:36  |
| 2. | Who Are You                           | 6:58  |
| 3. | Mike Post Theme                       | 3:55  |
| 4. | Relay                                 | 7:40  |
| 5. | Greyhound Girl                        | 3:04  |
| 6. | Naked Eye                             | 8:26  |
| 7. | Won't Get Fooled Again / Old Red Wine | 10:40 |

Un DVD enregistré lors du même concert est disponible avec certaines éditions.
| 1. | I Can't Explain        | 3:04  |
| 2. | Behind Blue Eyes       | 4:39  |
| 3. | Mike Post Theme        | 3:41  |
| 4. | Baba O'Riley           | 5:59  |
| 5. | Won't Get Fooled Again | 10:03 |

### Musiciens
- The Who :
  - Roger Daltrey : chant sur tous les titres, hormis In the Ether, God Speaks of Marty Robbins, You Stand by Me, Trilby's Piano ; chœurs sur Endless Wire et They Made My Dream Come True
  - Pete Townshend : guitare, basse, batterie, boîte à rythmes, piano, claviers, violon, banjo, mandoline, chant

- Musiciens supplémentaires :
  - Simon Townshend et Billy Nicholls (en) : chœurs (10, 11, 14, 16-18)
  - Joylon Dixon : guitare acoustique (8)
  - Stuart Ross : basse (8)
  - Pino Palladino : basse (10, 11, 14, 16-18)
  - Rachel Fuller (en) : claviers (8), supervision de l'orchestration (13)
  - John « Rabbit » Bundrick : orgue Hammond, chœurs (10, 11, 14, 16-18)
  - Lawrence Ball (en) : orgue et synthétiseurs en boucles (1)
  - Zak Starkey : batterie (5)
  - Peter Huntington : batterie (8, 10, 11, 14, 16-18)
  - Gil Marley, Brian Wright : violon (13)
  - Ellen Blair : alto (13)
  - Vicky Matthews : violoncelle (13)

### Équipe de production
- Pete Townshend : production
- Bob Pridden (en) et Billy Nicholls (en) : production pour la voix de Roger Daltrey
- Richard Evans : conception de la pochette